# Агирре, Исидора
Мария Исидора Игнасия Агирре Туппер (исп. Isidora Aguirre Tupper; 22 марта 1919, Сантьяго, Чили — 25 февраля 2011, там же) — чилийская писательница и драматург, педагог.

## Биография
Дочь Фернандо Агирре Эррасурис и художницы Марии Туппер Хунеус (1893—1965). Училась в школе им. Жанны д’Арк в Сантьяго, позже с 1937 по 1939 год изучала социальные науки, литературу, музыку, современный балет и рисование. В 1940 году вышла замуж за испанца. Несколько лет жила с ним в сельской местности.
В 1949 году отправилась в Париж, зарабатывая на жизнь художником-иллюстратором, продолжая при этом заниматься театром и кино. Училась в Высшей школе кинематографии, с 1951 — в Сантьяго. В 1952 году поступила на курсы драматургии при Театральной академии министерства образования.

## Творчество
Писала, в основном, драматических произведений на социальные темы, которые ставились во многих странах Америки и Европы. Её самая известная работа — «Пергола де лас флорес», ставшая «одной из вех в истории развития чилийского театра во второй половине XX века».
В 1954 году театр «Талия» поставил первую пьесу И. Агирре — «Полночный договор». Автор пьесы: «Каролина» (1955, «Экспериментальный театр» Чилийского университета), «2x2=5» (1957, Университетский театр в Консепсьоне). Популярностью пользуется драма И. Агирре (совм. с М. Рохасом) «Посёлок Эсперанса», в которой рассказывается о тяжёлой жизни обитателей городских трущоб. В 1959 г. эта пьеса была поставлена в Университетском театре Консепсьона известным чилийским режиссёром П. де ла Барра.
Высокую оценку театральные критики дали романтической драме «Три Паскуалы» (Las tres Pascualas, 1957), написанной по мотивам народной чилийской легенды.
И. Агирре преподавала историю чилийского театра в театральной школе при «Экспериментальном театре» и в Чилийском университете.
Писала И. Агирре и романы. Первый, вышедший в 1987 году, был основан на биографии её матери, второй («Письмо Роке Дальтону», 1990) — посвящён сальвадорскому поэту Роке Дальтону, третий («Сантьяго с декабря по декабрь», 1998) — история любви на фоне драматических событий президентства Сальвадора Альенде и его свержения Аугусто Пиночетом. Сама Агирре после этого военного переворота 11 сентября 1973 года потеряла работу в университете, после чего вела театральные кружки в эмиграции: в Кито, Кали, Боготе и Мехико.
Скончалась в ночь на 25 февраля 2011 года из-за лёгочной недостаточности.

## Избранные произведения
- 1938 — Ocho cuentos (для детей)
- 1948 — Wai-Kii (роман для детей)
- 1955 — Carolina (комедия)
- 1955 — La dama del canasto (комедия)
- 1956 — Pacto de medianoche (комедия)
- 1956 — Anacleto Chin-Chin (фарс для детей)
- 1956 — Entre dos trenes (драма)
- 1957 — Dos y dos son cinco (комедия)
- 1957 — Las tres Pascualas (драма)
- 1957 — La micro (монологи)
- 1958 — Las sardinas o la supresión de Amanda (монологи)
- 1959 — Población Esperanza (трагедия совм. с М. Рохасом)
- 1960 — La pérgola de las flores  (музыкальная комедия)
- 1962 — Los papeleros
- 1964 — Don Anacleto Avaro (фарс)
- 1965 — La dama del canasto (пьеса)
- 1969 — Los que van quedando en el camino (драма)
- 1970 — Quién tuvo la culpa de la muerte de la María González (пьеса)
- 1972 — Cabezones de la feria
- 1974 — En aquellos locos años veinte
- 1974 — La Desideria en el cielo (пьеса)
- 1975 — La leyenda de las tres Pascualas (пьеса)
- 1979 — Amor a la africana (комедия)
- 1980 — Los juglares (пьеса)
- 1982 — Lautaro. Epopeya del pueblo mapuche (пьеса)
- 1982 — Esos padres de la patria: Manuel Rodríguez (пьеса)
- 1983 — Fuenteovejuna (пьеса)
- 1984 — Mi primo Federico (пьеса)
- 1986 — Federico hermano (поэтическая драма)
- 1987 — El retablo de Yumbel (пьеса)
- 1987 — Doy por vivido todo lo soñado (роман)
- 1987 — El señor presidente (пьеса)
- 1988 — Diálogos de fin de siglo (пьеса)
- 1988 — Tía Irene, yo te amaba (пьеса)
- 1990 — Carta a Roque Dalton (роман)
- 1993 — Los libertadores Bolívar y Miranda (историческая пьеса)
- 1998 — Santiago de diciembre a diciembre (роман)
- 1999 — Manuel (пьеса)
- 2000 — El adelantado don Diego de Almagro (пьеса)
- 2003 — ¡Subiendo…, último hombre! (пьеса)
- 2007 — Isidora Aguirre: antología esencial. 50 años de dramaturgia
- 2011 — Guerreros del sur (роман)

## Награды
- Премия критиков и Золотые лавра за книгу Población Esperanza
- Премия критиков за La pergola de las flores
- Премия Луиса Альберто Хейреманса за театральную деятельность
- Литературная премия Сантьяго 1964 года за Los papeleros
- Премия по литературе Сантьяго 1971 года.
- Премия Эудженио Диттборна
- Премия Дома Америк (Куба, 1987).
- Премия за лучшие опубликованные литературные произведения 1994 года
- Медаль Сантьяго за вклад в национальную культуру
- Орден Пабло Неруды за заслуги перед искусством и культурой (2005).